# Menat
Menat je francouzská obec v departementu Puy-de-Dôme v regionu Auvergne. V roce 2010 zde žilo 581 obyvatel. Je centrem kantonu Menat.

## Vývoj počtu obyvatel
Počet obyvatel